# 보루토: 나루토 더 무비
《보루토: 나루토 더 무비》(영어: BORUTO -NARUTO THE MOVIE-)는 2015년에 공개된 일본의 애니메이션 영화로, 만화 《나루토》를 원작으로 한 극장판 11번째 작품이다.
만화 《나루토》의 연재 15주년을 기념한 NARUTO 신세대 개막 프로젝트(新時代開幕プロジェクト)의 집대성으로서, 전작 《더 라스트: 나루토 더 무비》의 상영 시작과 동시에 제작이 발표되었다. 원작자인 기시모토 마사시가 각본 · 캐릭터 디자인 · 제작 총지휘를 겸임하고 우즈마키 나루토의 아들 우즈마키 보루토를 주인공으로 한 신세대의 이야기를 그린다.
일본에서의 상영은 8월 7일 오전 0시부터 시작되었으며 시작 직전에는 TOHO 시네마스 롯폰기 힐스에서 출연자와 원작자가 등단하는 카운트 다운 이벤트가 열렸다.
흥행 수입은 《더 라스트: 나루토 더 무비》의 최종 흥행 수입인 약 20억 엔을 상영 19일째인 8월 25일 기준으로 웃돌아, 시리즈 최고의 흥행 수입을 기록했다.
2016년 7월 6 일에는 본작의 DVD와 블루레이가 발매된다.

## 극장 방영 기준

### 목소리 출연
- 이호산 - 나루토 役
- 김율 - 보루토 役
- 김영선 - 사스케 役
- 여민정 - 사쿠라 役
- 정유미 - 히나타 役
- 정혜원 - 사라다 役
- 강호철 - 미츠키 役
- 송준석 - 모모시키 役
- 박성태 - 킨시키 / 사이 役
- 김영찬 - 카타스케 役
- 여윤미 - 히마와리 / 유루이 / 쿠로츠치 役
- 정명준 - 시카마루 役
- 최승훈 - 가아라 / 시카다이 役
- 민응식 - 구미 役
- 홍범기 - 리 役
- 한신정 - 텐텐 役
- 김명준 - 이노진 / 쵸주로 / 시험관 役
- 이장원 - 코노하마루 / 킬러비 / 부하 役
- 김정훈 - 다루이 / 광고 役
- 김채하 - 신키 / 커플여 役

### 우리말 제작
- 더빙번역 : 정영인
- 더빙 및 믹싱 : 최옥순, 김세광
- 더빙 연출 : 조일오, 정혜수, 신진희

## 투니버스 방영 기준

### 목소리 출연
- 김율: 보루토
- 이지현: 사라다
- 김신우: 미츠키
- 엄상현: 나루토
- 김영선: 사스케
- 정훈석: 모모시키
- 한복현: 킨시키
- 정우석: 시카마루
- 정유미: 히나타
- 여민정: 사쿠라
- 박성태: 사이
- 홍범기: 리
- 한신정: 텐텐
- 이장원: 킬러비
- 민응식: 구미
- 권성혁: 코노하마루
- 유영: 히마와리
- 김래환: 가아라
- 김정훈: 다루이
- 김명준: 쵸주로
- 여윤미: 쿠로츠치
- 강호철: 시카다이
- 심규혁: 이노진
- 최승훈: 신키
- 강성우: 유루이
- 김다올: 센카 타카나미
- 김영찬: 카타스케
- 박시윤: 분석 닌자
- 홍승효: 부하
- 이상호: 하급 닌자1

### 우리말 제작
- 화면 수정: 서선지, 엄지현, 강수지
- 종합 편집: 송찬미
- 녹음&믹싱: 이성주
- 번역: 이지영, 정영인
- 우리말 연출: 유선주
- 우리말 제작 Tooniverse